# Victoria Kent
Victoria Kent (Málaga, 6 de março de 1898 - Nova Iorque, 25 de setembro de 1987) foi uma advogada e política radical socialista da Segunda República Espanhola. Foi a segunda espanhola a ingressar, após a Ascensão Chirivella Marín (que foi colecionada em Valência em 1922), a primeira a ingressar na Ordem dos Advogados de Madrid, em 1925, durante a ditadura de Primo de Rivera, foi a primeira mulher do mundo em que trabalhou como advogada perante um tribunal militar.

## Biografia
Formaçao e primeiros anos
Nascida em Málaga, viveu lá até 1917, foi criada pelo seu pai, José Kent Román (comerciante de tecidos), e a sua mãe, María Siano González, que trabalhava como dona de casa. Os Seus pais, de mente mais aberta do que o habitual, permitiram que ele estudasse ensino em Málaga e que depois se matriculasse em Direito na Universidade Central de Madrid
Assim sendo, em 1906, ingressou na escola de ensino em Málaga, onde duas professoras feministas, Suceso Luengo e Teresa Aspiazu. a influenciaram.
Em 1917, ela foi à capital para estudar no Instituto Cardenal Cisneros, onde foi bem recebida graças ao apoio da sua mãe e dos contactos do seu pai. Ela estabeleceu-se na Residência de Señoritas de Madrid, dirigida na época por María de Maeztu, uma mulher que influenciou bastante Victoria devido à sua personalidade.
Em 1920, ingressou na Faculdade de Direito da Universidade Central, para tirar o curso como estudante não oficial e recebeu aulas de professores como Jiménez de Asúa ou Felipe Sánchez-Román. Ela licenciou-se em junho de 1924 e inscreveu-se em janeiro do ano seguinte para realizar as suas primeiras intervenções como advogada de defesa perante os tribunais. Já em 1931, apesar de ser mulher, foi-lhe dada a hipótese de defender alguém tão importante como Álvaro de Albornoz, membro do Comitê Revolucionário Republicano, na Corte Suprema de Guerra e Marinha. Ele tinha sido preso e processado devido ao fracasso da Revolta de Jaca, ocorrida em dezembro de 1930 - juntamente com muitos dos que mais tarde formariam o governo provisório da República.
Foi então a primeira mulher a intervir perante um tribunal de guerra e também a conseguir alcançar a liberdade do detido. Ela seria eleita em 1931 como membro da Academia Real de Jurisprudência e Legislação e, em 1933, da Associação Internacional de Direito Penal de Genebra.
Além de trabalhar como advogada, ela abrirá um escritório de advocacia especializado em Direito do Trabalho - sendo a primeira mulher na Espanha a conseguir isso -, localizado na Rua Marqués del Riscal nº 5. Ela também atuará como consultora jurídica da União Ferroviária Nacional e da Confederação Nacional de Cartazes Marítimos, chegando a presidir em 1927 o primeiro Congresso Cooperativo da Espanha.
Obra política
Filiada ao Partido republicano radical socialista, Victoria entra no Parlamento da Segunda República Espanhola pelas eleições de 1931, ao mesmo tempo que a republicana Carla Campoamor e um punhado de mulheres nos anos seguintes. Victoria Kent, que é encarregada da direção geral das cadeias até 1934, tem então um papel no processo de reformas das prisões de Espanha da década de 1930.
A deputada toma partido de todos os anti-sufragistas nos debates parlamentares de 1931. A sua oposição aos direitos de voto das mulheres (que é no entanto votado em outubro desse ano, instigado por, entre outras, Campoamor) tem como argumento os outros radicais segundo os quais os ideais feministas devem ceder perante o risco de um voto feminino conservador orientado para o clero espanhol.
Em Paris em 1936 quando explode a Guerra Civil Espanhola, ela organiza o acolhimento de refugiados e exilados espanhóis. Da sua passagem pela França, lança uma obra (1948) de características autobiográficas publicada sob o título de Cuatro años en París. 
Após a guerra de Espanha, Kent exila-se no México e depois nos Estados Unidos. Em Nova Iorque publica uma revista dedicada aos expatriados políticos, Ibérica, de 1954 a 1974 . 